# Тельмо Варгас
Те́льмо Осва́льдо Ва́ргас Беналька́сар (ісп. Telmo Oswaldo Vargas Benalcázar; * 9 жовтня 1912  — † 9 серпня 2013) — еквадорський військовий і політичний діяч, тимчасово виконував обов'язки президента країни 1966 року.

## Президентство
На початку 1960-их років владу в Еквадорі захопили військовики. Однак під тиском світового співтовариства вони були змушені у березні 1966 року піти від влади і 29 березня владу було передано начальнику Генерального штабу генералу Тельмо Варгасу. Останній займав пост глави держави упродовж кількох годин і передав його законному на той момент президенту країни Клементе Єрові.

## Цікаві факти
- Тельмо Варгас входить у число керівників глав держав і урядів світу, хто прожив понад 100 років[3].
- Йому належить рекорд з тривалості життя серед керівників Еквадору.